# Hydroxyméthylbilane
L’hydroxyméthylbilane, également appelé préuroporphyrinogène, est un intermédiaire du métabolisme des porphyrines. Dans le cytoplasme, il est produit à partir du porphobilinogène par la porphobilinogène désaminase et est converti en uroporphyrinogène III par l'uroporphyrinogène III synthase.